# Burka Imre
Burka Imre (Kunszentmárton, 1945. május 9. –) labdarúgó, középpályás.

## Pályafutása
1963 és 1976 között a Videoton labdarúgója volt. Tagja volt az első élvonalba jutott székesfehérvári csapatnak. Az NB I-ben 1968. március 10-én mutatkozott be a Diósgyőri VTK ellen, ahol csapata 1–0-s győzelmet aratott. Tagja volt 1975–76-os bajnoki ezüstérmes csapatnak. Összesen 150 élvonalbeli mérkőzésen lépett pályára 13 gólt szerzett.

## Sikerei, díjai
- Magyar bajnokság
  - 2.: 1975–76)